# Distrito de Akaiwa
Akaiwa (赤磐郡; -gun) é um distrito localizado em Okayama, Japão.
Em 2003 a população estimada do distrito era de 58 960 habitantes e a densidade populacional de 34,70 habitantes por km². A área total é 251.21 km².

## Cidades e Vilas
- Akasaka
- Kumayama
- Sanyo
- Seto
- Yoshii